# Taming a Cowboy
Taming a Cowboy è un cortometraggio muto del 1913 diretto da G.P. Hamilton

## Trama
Il timido Bob crede che il dottore sia fidanzato con la ragazza che piace a lui ma scopre contento che la giovane è una dottoressa amica del medico.

## Produzione
Il film fu prodotto dall'American Film Manufacturing Company come Flying A.

## Distribuzione
Distribuito dalla Mutual Film, il film - un cortometraggio in una bobina - uscì nelle sale cinematografiche USA il 9 ottobre 1913.